# Symploce cristata
Symploce cristata es una especie de cucaracha del género Symploce, familia Ectobiidae.

## Distribución
Esta especie se encuentra en Haití.